# Битка при Нейзби
Битката при Нейзби (на английски: Battle of Naseby) е въоръжен конфликт, проведен на 14 юни 1645 година, край Нейзби, Нортхамптън, Англия. Сблъсъкът е част от Английската революция.
В тази битка се сблъскват войските на крал Чарлз I, наречени „кавалерите“, и силите подкрепящи парламента, наречени „кръглоглави“, водени от генерал Оливър Кромуел.
Преди битката Чарлз I искал да я избегне, поради явното преимущество на армията на Кромуел в численост. Много от командирите обаче искат да се сражават, като най-настоятелен бил един от командващите на армията на „роялистите“ – принц Рупърт, който настоявал за битка, с аргументите че по-голямата част от „кръглоглавите“ са просто въоръжени селяни без войнски опит.
Той греши и битката завършва с тежко поражение за кавалерите и победа, която покрива Оливър Кромуел със слава.